# Triharjo (Wates)
Triharjo is een bestuurslaag in het regentschap Kulon Progo van de provincie Jogjakarta, Indonesië. Triharjo telt 6515 inwoners (volkstelling 2010).